# Glucòmetre
Un glucòmetre és un instrument de mesura que es fa servir per obtenir la glucèmia (concentració de glucosa a la sang), de forma immediata.
És utilitzat pel control dels pacients amb diabetis mellitus i tractament hipoglucemiant. Sigui determinada pel mateix pacient o per un seu familiar; o per part d'un professional sanitari, per confirmar la sospita d'una diabetis no diagnosticada i per valorar-ne una possible descompensació. Així permet una valoració puntual de la diabetis, però per valorar-ne el grau de control durant un temps s'utilitza l'hemoglobina glicosilada.

## Nivell de glucosa en plasma
El nivell de glucosa en plasma (un dels components de la sang) és generalment un 10-15% més alt que el nivell de glucosa en sang completa (fins i tot més després de menjar). Això és important perquè els mesuradors de glucosa en sang mesuren, en primera instància, el nivell de glucosa en sang completa, mentre que la majoria de proves de laboratori mesuren la glucosa en plasma. Actualment, hi ha molts mesuradors al mercat que donen resultats com a "nivell equivalent en plasma" tot i que mesuren el nivell de glucosa en sang completa. L'equivalent en plasma es calcula a partir de la lectura de glucosa en sang completa mitjançant una equació incorporada dins el programari del glucòmetre. Això permet als pacients comparar fàcilment els seus mesuraments de glucosa a casa amb les proves de laboratori. És important que els pacients i els seu metge coneguin si el comptador dona els resultats del "nivell equivalent en sang completa" o del "nivell equivalent en plasma".

## Tipus de glucòmetres

### Glucòmetre de tires
Són glucòmetres que utilitzen unes tires reactives de glucosa d'un sol ús.

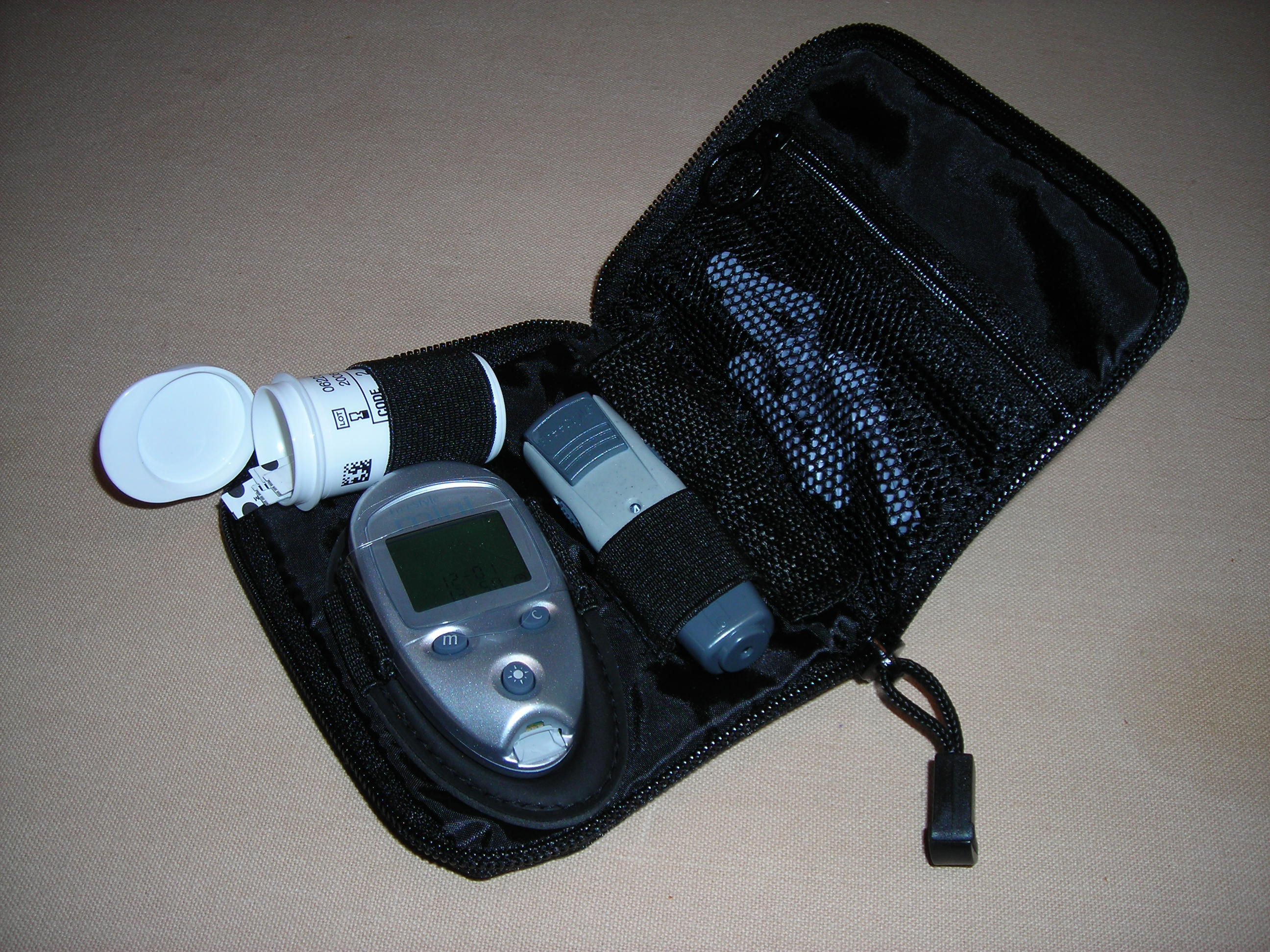
Estoig del glucòmetre, amb la capsa de tires i les llancetes (a la dreta)

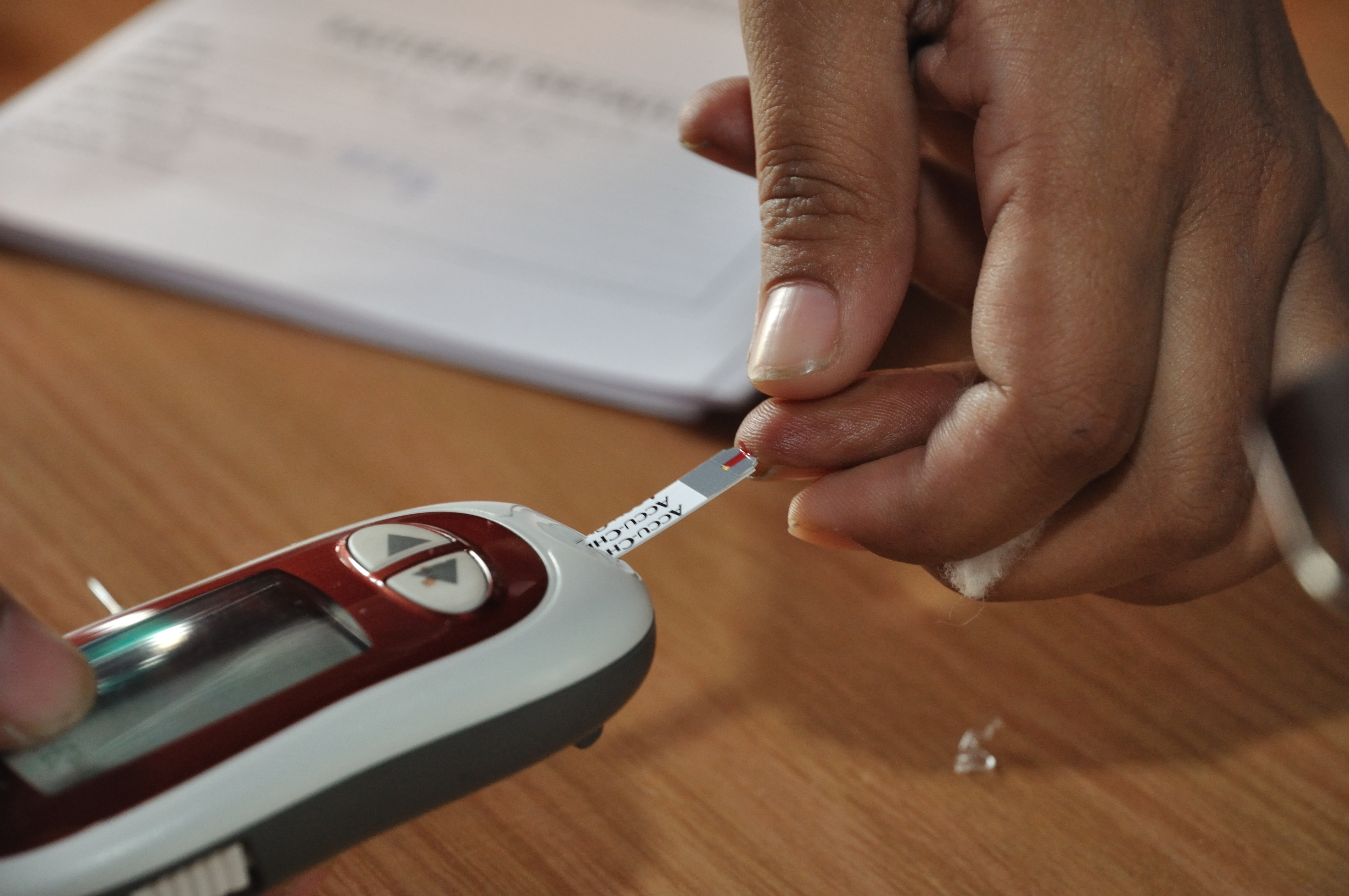
Glucòmetre de tires mesurant la glucèmia d'una gota de sang del dit.

#### Procediment
En primer lloc, cal inserir una tireta de prova dins del glucòmetre
Llavors el pacient es renta les mans amb un sabó suau, la desinfecció no és necessària.
Després d'inserir una llanceta, és a dir, una agulla estèril dins d'una caixa de plàstic en el sistema o dispositiu de punció, només cal pressionar el botó per punxar la punta d'un dit (s'aconsella fer-ho a la part lateral, ja que és menys sensible) per a obtenir una gota de sang.
Tot seguit, el pacient acosta el dit a la tireta de prova del glucòmetre de manera que garanteixi que la gota de sang obtinguda ompli la ranura (per capil·laritat) a un nivell suficient perquè el mesurador pugui donar una lectura raonable. El resultat apareix al cap de pocs segons.
Llavors és possible llegir el valor que mostra la pantalla i prendre les accions necessàries en funció dels resultats, per exemple una injecció d'insulina, ingesta d'aliments, etc.

### Monitor continu de glucosa

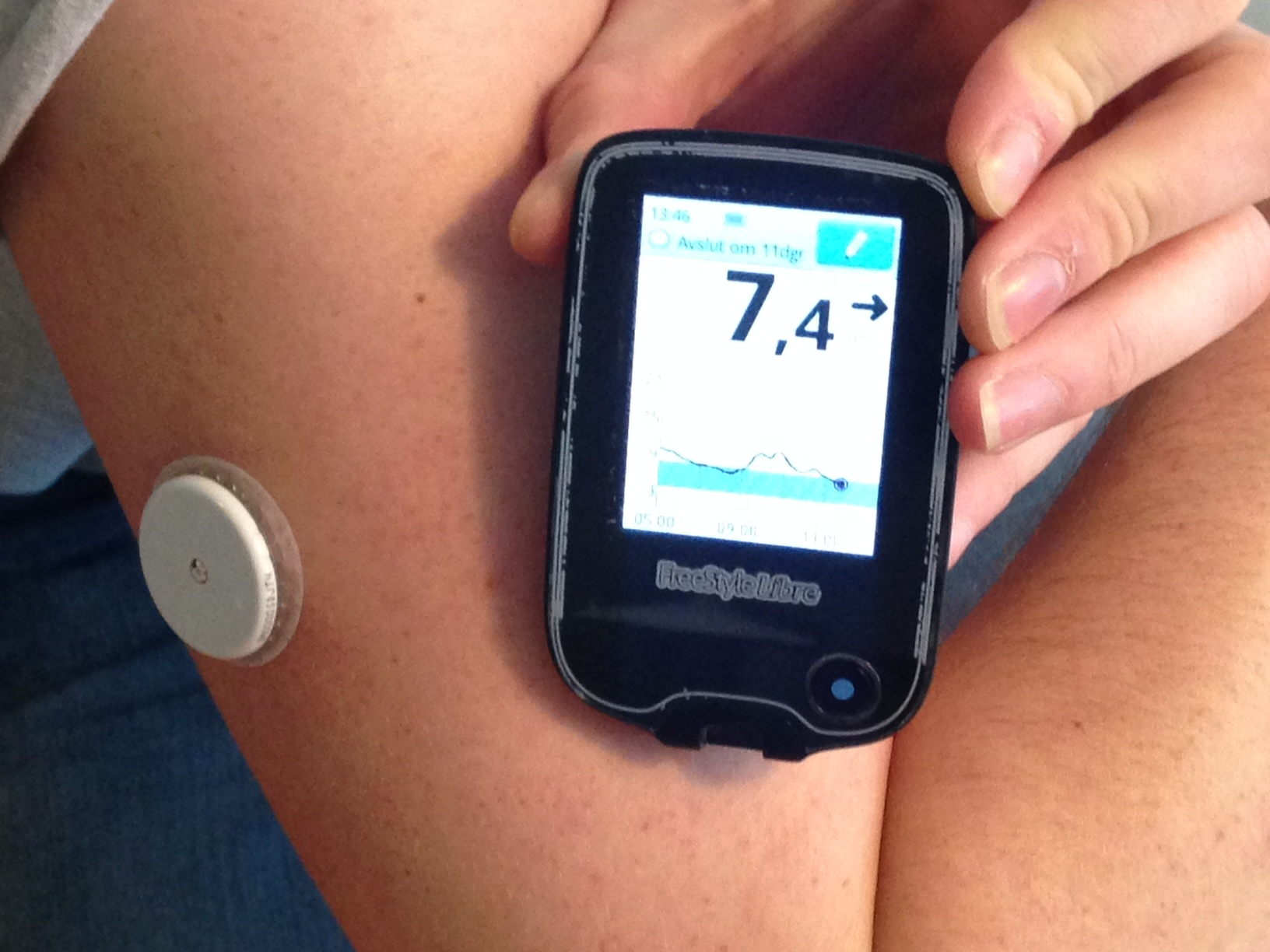
Un monitor continu de glucosa, mostrant el transmissor enganxat a la pell i el receptor amb la seva pantalla, mostrant la glucèmia en mols.

El monitor continu de glucosa s'utilitza principalment en pacients amb diabetis mellitus de tipus 1, i disposa d'un sensor implantat a sota la pell.